# Main Street America
Main Street America é uma expressão ligada à geografia dos Estados Unidos e que designa o espaço transfronteiriço  que se estende das margens ocidentais do Lago Michigan até ao estuário do Rio São Lourenço no Canadá.